# 锦普市
锦普市（越南语：／）是越南广宁省下辖的一个港口城市，位于该省中部，南临下龙湾。面積386.5平方公里，2019年总人口190232人。锦普市是越南著名的煤矿区，与下龙灣连成一片，煤矿多露天开采。

## 地理
锦普市东接云屯县，西接下龙市，北接𠀧扯县和先安县，南接下龙市和云屯县。

## 历史
後黎朝时，锦普市属于安邦承宣先安州。阮朝时，安广处改设为广安省。嗣德年间，阮廷曾派潘帘来锦普开采煤矿。法属初期，殖民政府在这里设置煤炭公司，进行大规模开采。锦普因而发展成为一个集市。此后，殖民政府将锦普划归横蒲县管辖，并设立锦普煤市社和锦普𤅶市社管理锦普的煤区和港区。
保大十一年（1936年），殖民政府以锦普总、河修总、河谏总设河修州。保大十五年（1940年），河修州改名为锦普州。
1945年9月2日，越南民主共和国成立。锦普也随之成立人民政权。
1946年7月19日，北越政府将锦普𤅶市社、锦普煤市社、锦普州划归新设立的鸿基特区。
1956年，锦普煤市社和锦普𤅶市社合并为锦普市社。
1966年9月26日，胜利社划归锦普县管辖。
1979年1月16日，锦普县文洲社并入共和社，共和社和横蒲县扬辉社划归锦普市社管辖。
1981年9月10日，蒙扬市镇分设为蒙扬坊和锦海社，翁门市镇改制为翁门坊，第六极市镇和太平社分设为锦富坊和锦盛坊。
2001年8月16日，锦平社改制为锦平坊，光亨社改制为光亨坊。
2005年1月6日，锦普市社被评定为三级城市。
2012年2月21日，锦普市社改制为锦普市。
2015年4月17日，锦普市被评定为二级城市。
2024年9月28日，越南国会常务委员会通过决议，自2024年11月1日起，锦海社和共和社合并为海和社。
2025年，越南政府决定撤销所有省辖市，其中，锦普市被整合为光亨、锦普、翁门、蒙阳4坊及海和1社。

## 行政区划
錦普市下辖13坊2社，市人民委员会位于锦中坊。
- 锦平坊（Phường Cẩm Bình）
- 锦东坊（Phường Cẩm Đông）
- 锦富坊（Phường Cẩm Phú）
- 锦山坊（Phường Cẩm Sơn）
- 锦成坊（Phường Cẩm Thành）
- 锦石坊（Phường Cẩm Thạch）
- 锦盛坊（Phường Cẩm Thịnh）
- 锦水坊（Phường Cẩm Thủy）
- 锦西坊（Phường Cẩm Tây）
- 锦中坊（Phường Cẩm Trung）
- 翁门坊（Phường Cửa Ông）
- 蒙扬坊（Phường Mông Dương）
- 光亨坊（Phường Quang Hanh）
- 扬辉社（Xã Dương Huy）
- 海和社（Xã Hải Hòa）

## 经济
錦普市位於越南最大的煤田鴻基—太原含煤帶上，煤炭资源丰富，是亞洲南部最重要的煤礦產區之一，其煤礦開發已經有一個世紀的歷史。当地亦利用煤炭资源建造了蒙阳一号热电站，以保障市区的正常供电。煤礦現在仍是該市經濟的基礎，其他產業包括砂石、石灰開採、航運、農業、漁業與林業。錦普市沒有公共鐵路，但有運煤鐵路通過，其港口水深9至12米，可停泊万吨轮船，港口主要向中国输入煤矿。

## 環境
錦普的煤礦在一百年前就被開發，礦區往海內傾倒了高達九百萬立方公尺的廢水與八百萬立方公尺的家庭廢水。另外一項環境問題是森林砍伐，在1969年至1974年間就有42%的森林被砍伐。